# Charlotte Diana Lindesay-Bethune
Titre
Épouse de l'héritier du trône des Deux-Siciles
(duchesse de Noto)
Depuis le 25 septembre 2021
(3 ans, 8 mois et 13 jours)
Charlotte Diana Lindesay-Bethune, née le 12 mai 1993 à Londres, est duchesse consort de Noto en tant qu'épouse de Jaime de Bourbon des Deux-Siciles, héritier du trône des Deux-Siciles.

## Biographie
Lady Charlotte Diana Lindesay-Bethune est l'une des filles de l'homme d'affaires et homme politique écossais, James Randolph Lindesay-Bethune, 16e comte de Lindsay, et de son épouse Diana Mary Chamberlayne-Macdonald. Charlotte Lindesay-Bethune est diplômée de l'Université d'Oxford et a travaillé cinq ans au siège londonien de la multinationale financière américaine Citibank. Elle appartient aux clans unis Lindsay et Bethune (branche cadette écossaise de la Maison française de Béthune) dont les blasons unifiés sont portés par sa famille, les Lindesay-Bethune (dont l'orthographe Lindesay est assumée depuis 1919, contrairement au titre inchangé), depuis le 10e comte de Lindsay en 1878. Elle est la plus jeune de sa fratrie (trois fils et deux filles) avec son frère jumeau et son père est, en outre, membre conservateur de la Chambre des lords, les comtes de Lindsay étant membres de la pairie d'Écosse depuis 1633,.

## Mariage et descendance
Le 25 septembre 2021, en la cathédrale Santa Maria Nuova (« Sainte-Marie-la-Nouvelle ») de Monreale, en Sicile, Lady Charlotte Diana Lindesay-Bethune épouse le prince Jaime de Bourbon-Siciles, né le 26 juin 1992 à Madrid (Espagne), fils aîné et héritier du prince Pierre de Bourbon-Siciles, duc de Calabre, prétendant au trône des Deux-Siciles, et de son épouse, Sofía Landaluce y Melgarejo.
Le couple a une fille:
- la princesse Francesca Sofía de Borbón-Dos Sicilias, née le 13 octobre 2023 à Londres[5].

## Titulature
Les titres portés par les membres de la maison de Bourbon n'ont pas d'existence juridique en Italie et sont considérés comme des titres de courtoisie.
- 12 mai 1993 - 25 septembre 2021 : Lady Charlotte Diana Lindesay-Bethune.
- depuis le 25 septembre 2021 : Son Altesse Royale la duchesse de Noto.